# Stazione di Rocchetta Sant'Antonio-Lacedonia
La stazione di Rocchetta Sant'Antonio-Lacedonia è una stazione ferroviaria pugliese destinata al servizio dei comuni di Rocchetta Sant'Antonio (in provincia di Foggia), presso la quale è ubicata, e di Lacedonia (situata invece nella provincia di Avellino, in Campania).
La stazione si trova ad una notevole distanza da entrambi i centri: dista dal primo circa una quindicina di chilometri; dal secondo quasi venti.
La stazione è posta sulla linea ferroviaria Foggia-Potenza, ma da essa si dipartono anche due linee a carattere locale, per Avellino e per Gioia del Colle, facendo sì che sia un nodo ferroviario a carattere locale.

## Storia
La stazione, in origine denominata "Rocchetta-Melfi", venne attivata il 1º marzo 1884.
Venne costruita in territorio pugliese al confine con le regioni Campania e Basilicata, nei pressi del fiume Ofanto: questa era una scelta strategica ed anche quasi obbligata poiché grazie al fiume si aveva acqua per rifornire le locomotive che all'epoca erano a vapore, anche se al contempo comportava una certa distanza dai centri abitati.
La stazione divenne ben presto un vivace nodo ferroviario, dove, oltre alle linea passante per Foggia e Potenza, si dipartivano anche una linea per Avellino e Gioia del Colle. Il traffico passeggeri, così come il traffico merci, era buono, grazie anche ai numerosi contadini della zona.
Con il passare degli anni e l'avvento del trasporto su gomma la stazione è caduta in una profonda crisi dovuta allo scarso traffico delle linee per Avellino e Gioia del Colle, anche se il problema principale resta la lontananza dai due centri più vicini. L'esercizio ferroviario sulla linea per Avellino è sospeso dal 12 dicembre 2010.
Fino al 1935 era denominata semplicemente "Rocchetta Sant'Antonio".
Dal 2016, occasionalmente, torna ad essere percorsa, seppur a livello turistico, le tratte Avellino-Rocchetta Sant'Antonio e Rocchetta Sant'Antonio-Gioia Del Colle con il treno storico della Fondazione FS Italiane.

## Strutture e impianti
La stazione si presenta di notevoli dimensioni con un ampio fabbricato viaggiatori su tre piani, senza particolare valore architettonico: un tempo era attiva una biglietteria, una sala d'attesa ed un bar, mentre ai piani superiori erano ubicati gli uffici di Trenitalia.
All'interno si contano 5 binari passanti per il servizio passeggeri, serviti da tre banchine munite di pensiline e collegati tramite sottopassaggi. È presente inoltre un ampio numero di binari passanti sia tronchi per il ricovero di carri per la manutenzione sia per carri merci.
È presente un fabbricato merci, oggi inutilizzato visto che il servizio non viene più svolto, una rimessa locomotive, anch'essa inutilizzata, ed altri fabbricati.

## Movimento
In passato la stazione ha goduto di un ottimo traffico passeggeri, grazie anche all'integrazione tra le diverse linee. Oggi però il traffico è scarso e limitato in alcune ore del giorno, a causa sia della concorrenza del trasporto su gomma, sia dalla notevole lontananza dai centri abitati.
La stazione è servita da treni regionali svolti da Trenitalia.

## Servizi
La stazione dispone di:
- Biglietteria self service
- Bar